# Аленпорт (округ Вашингтон, Пенсилванија)
Аленпорт (енгл. Allenport, Washington County) град је у америчкој савезној држави Пенсилванија.

## Демографија
По попису из 2010. године број становника је 537, што је 12 (-2,2%) становника мање него 2000. године.
| Група             | 2000.       | 2010.       |
| Белци             | 543 (98,9%) | 531 (98,9%) |
| Афроамериканци    | 2 (0,4%)    | 3 (0,6%)    |
| Азијати           | 0 (0,0%)    | 0 (0,0%)    |
| Хиспаноамериканци | 2 (0,4%)    | 1 (0,2%)    |
| Укупно            | 549         | 537         |